# 땅강아지과
땅강아지과(Gryllotalpidae)는 메뚜기목에 딸린 곤충의 한 과이다. 메뚜기목 중 땅속을 파 생활하는 것으로 알려져 있다. 세계 각지에 분포하고 있으며, 그 중 열대·온대 지방에 많은 종이 살고 있다. 대한민국에 서식하는 종은 땅강아지(Gryllotalpa orientalis)이다.
성충은 30mm ~ 40mm 정도의 크기이다. 몸은 다갈색이며 노란빛갈의 잔털이 나있다. 두부와 앞가슴부위는 계란형으로 뒤가슴부와 복부는 앞가슴부위보다 폭이 좁다. 몸끝부분에는 긴 꼬리가 2개 나있다.
성충에는 날개가 있으며, 길이는 종류와 개체에 따라 다르다. 대개 앞날개가 짧고, 뒷날개가 길다. 수컷은 귀뚜라미와 같이 앞날개의 날개 맥이 복잡한 발성기관을 가지고 있지만, 암컷의 경우 날개의 맥이 단순해 수컷에 비해 발성이 적다. 날기도 한다.
그러나 주로 걸어다니며, 밤에 종종 불빛에 날아들기도 한다.

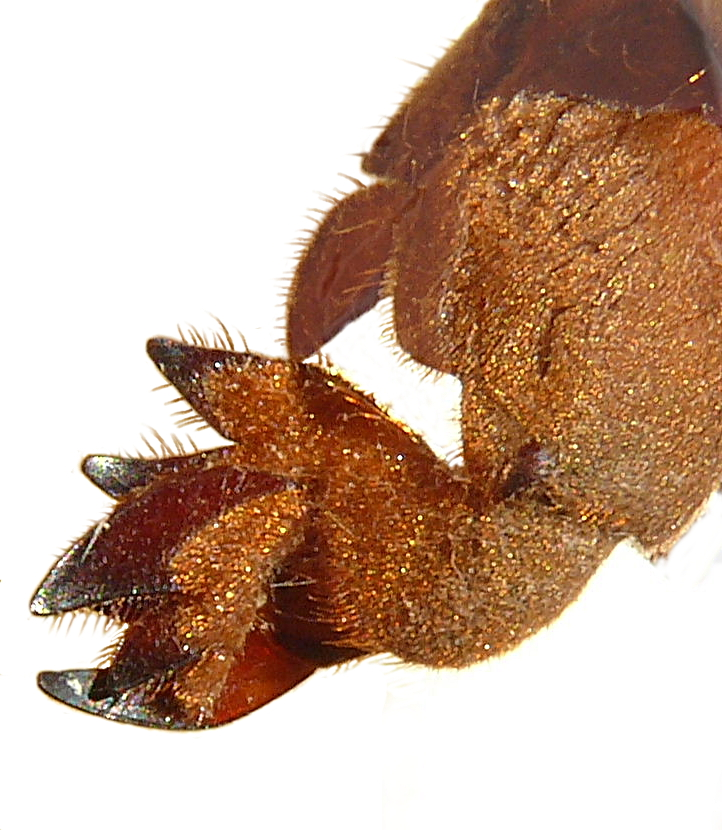
땅강아지의 앞발.

초원과 논밭에 서식하며, 땅을 파 땅속에서 생활한다. 건조하고 딱딱한 지면보다는 습기가 있는 진흙이나 습지가 보다 서식처로 좋다. 성충과 유충모두 식성은 잡식성으로 식물의 뿌리나 씨앗, 그 밖에 소곤충과 지렁이 등을 먹고 자란다.
산란은 보금자리의 구멍 깊숙한 곳, 진흙으로 만든 고치와 같은 곳에 하며, 산란후 밀폐해 주변을 지킨다. 유충은 성충과 달리 날개가 없을 뿐 성충과 생김새가 같다. 얼마간 집단생활 후 어미곁을 떠나 생활한다.
천적으로는 조류, 개구리, 족제비, 너구리, 두더지 등이 있다.